# Lily-Rose Depp
Lily-Rose Melody Depp (Neuilly-sur-Seine, 27 maggio 1999) è un'attrice francese con cittadinanza statunitense.

## Biografia
Lily-Rose Depp nasce il 27 maggio 1999 a Neuilly-sur-Seine, nell'Île-de-France a nord-ovest di Parigi, figlia dell'attore statunitense Johnny Depp e della cantante e attrice francese Vanessa Paradis. Ha un fratello minore, John "Jack" Cristopher Depp III, nato il 9 aprile 2002. Dopo la fine della relazione tra Depp e la Paradis, durata 14 anni, i due si sono visti riconoscere l'affidamento congiunto di Lily, che è cresciuta tra Parigi e Los Angeles, una situazione che le ha permesso di imparare a parlare fluentemente entrambe le lingue. Fin dal momento della sua nascita, è sempre stata oggetto di forte interesse da parte dei mass media, i quali riportavano le sue partecipazioni a eventi mondani e recensioni delle sue scelte di moda; peraltro, quando aveva solo un anno ha contribuito vocalmente ad alcune tracce dell'album di sua madre, Bliss.
All'età di 16 anni iniziò a lavorare come modella posando per un servizio fotografico per la rivista australiana Oyster, . Venne scelta, nel luglio 2015, da Karl Lagerfeld come nuovo volto di Chanel e testimonial per la collezione di occhiali Pearl Eyewear, e nello stesso anno compare nel video musicale di All around the world del rapper irlandese Rajjie Snow. Nel 2016 diventò invece la più giovane testimonial del profumo più venduto al mondo, Chanel Nº 5 L'Eau.
Esordì ufficialmente come attrice con un piccolo ruolo nel film Tusk di Kevin Smith, da cui venne diretta nuovamente nel 2016 in Yoga Hosers - Guerriere per sbaglio. Sempre nel 2016, interpretò il ruolo della ballerina Isadora Duncan nel film francese Io danzerò, presentato al Festival di Cannes. Per questa interpretazione ricevette la nomination al Premio César come miglior attrice esordiente e al Lumière come rivelazione femminile. Nello stesso anno interpretò la fantomatica sensitiva Kate Barlow in Planetarium al fianco di Natalie Portman, che la sceglie personalmente nel cast per sostenere il ruolo di sua sorella minore. Il film viene presentato al Festival di Venezia nel settembre del 2016. Nel febbraio 2017 la giovane modella e attrice ha posato per la rivista Our City of Angels insieme alla madre Vanessa Paradis. I ricavi delle vendite sono stati donati a Planned Parenthood.
Nel 2018 recita al fianco di Laurent Lafitte nel film horror Les Fauves (Savage), diretto da Vincent Mariette. Sempre nel 2018 recita insieme a Louis Garrel e a Laetitia Casta ne L'uomo fedele, per il quale ottiene nuovamente la candidatura al César come miglior attrice esordiente e la nomination al Romy Schneider. Lily-Rose Depp appare anche nel documentario Period. End of Sentence. con Priyanka Chopra. La pellicola, che è stata distribuita da Netflix nel febbraio 2019, vinse l'Oscar per il miglior cortometraggio documentario.
Nello stesso anno l'attrice apparve nel film Netflix Il re, dove interpretava il ruolo di Caterina di Valois, regina consorte di Enrico V d'Inghilterra, con Timothée Chalamet, Robert Pattinson e Ben Mendelsohn. La pellicola è stata presentata al Festival del cinema di Venezia il 2 settembre 2019. È apparsa, inoltre, sulla copertina di numerose riviste tra cui Vanity Fair, Vogue, V magazine, Elle, Glamour e molte altre.
Si è unita a Gary Oldman, Armie Hammer ed Evangeline Lilly nel thriller Confini e dipendenze, un film incentrato sul mondo della droga e sull'effetto negativo degli oppiacei. Successivamente è tra i protagonisti del thriller fantascientifico Voyagers, diretto da Neil Burger. Inoltre ha ripreso il ruolo di Tusk e Yoga Hosers in Moose Jaws, terzo capitolo dalla lunga gestazione che conclude la trilogia True North Trilogy, diretta da Kevin Smith.
Inoltre nell’estate del 2023 è protagonista della controversa serie HBO, creata da Sam Levinson (già creatore della famosa Euphoria) e Abel Tasfaye (the Weeknd), The Idol, dove interpreta Jocelyn, una giovane pop star di Hollywood in ascesa, che in un momento critico della sua carriera, conosce Tedros (the Weeknd) un uomo con un oscuro passato che, insieme alla sua setta di seguaci, pian piano si insinua nella sua vita manipolandola. La serie fu molto criticata e infatti dopo una stagione venne cancellata, ma l’interpretazione di Lily-Rose Depp venne molto elogiata anche alla 77ª edizione del festival di Cannes.
Nel Natale del 2024 esce al cinema Nosferatu dell’acclamato regista Robert Eggers, remake del famoso film di Friedrich Wilhelm Murnau del 1922. La storia é un racconto gotico sull'ossessione tra una giovane donna tormentata e il terrificante vampiro che si è infatuato di lei, provocando un indicibile orrore. Nel cast sono presenti anche Nicholas Hoult, Bill Skårsgard, Willem Dafoe, Aaron Taylor Johnson e Emma Corrin. Questo è il ruolo che consacra Lily-Rose al grande pubblico, la sua interpretazione è stata molto elogiata per via delle difficili scene estremamente corporee e di possessione che richiedevano un certo talento, per le quali lei stessa ha dichiarato di essersi ispirata alla famosa performance di Isabelle Adjani in Possession (1981). Il film inoltre è stato candidato agli Oscar 2025 per premi tecnici.

## Vita privata
Nel 2015 la Depp ha aderito al progetto Self-Evident Truths a supporto della comunità LGBT, contro le etichette sessuali e in quella occasione ha dichiarato di non essere etero al 100%. Definisce, infatti, la sua sessualità fluida.
Non immune alle critiche di body shaming che la definiscono troppo magra, Lily-Rose ha dichiarato in un'intervista di aver sofferto in passato, come altre celebrità, di anoressia e di aver dovuto fare a lungo i conti con questo disturbo alimentare.
Nel 2016 ha pubblicato un post sulla piattaforma Instagram per offrire sostegno al padre Johnny Depp, in seguito al divieto di avvicinamento per violenza domestica ottenuto dall'ex moglie Amber Heard contro l'attore, salvo poi cancellare il post.
Dal 2015 al 2018 ha avuto una relazione con il modello Ash Stymest, di otto anni più grande dell'attrice, quando lei era ancora minorenne. La minore età della modella attirò l'attenzione della polizia di Los Angeles e dei servizi sociali della contea, che aprirono un'indagine contro Stymest per aver intrattenuto rapporti sessuali con un minore (statutory rape). Secondo quanto dichiarato dall'agente di Johnny Depp l'indagine venne successivamente chiusa in seguito ad alcune dichiarazioni false rilasciate dal padre dell'attrice.
Dal 2018 al 2020 ha avuto una relazione con l'attore Timothée Chalamet, conosciuto sul set del film Il re. Dal 2023 ha una relazione con la rapper 070 Shake.

## Filmografia

### Cinema
- Tusk, regia di Kevin Smith (2014)
- Yoga Hosers - Guerriere per sbaglio (Yoga Hosers), regia di Kevin Smith (2016)
- Io danzerò (La danseuse), regia di Stéphanie Di Giusto (2016)
- Planetarium, regia di Rebecca Zlotowski (2016)
- L'uomo fedele (L'Homme fidèle), regia di Louis Garrel (2018)
- Selvaggi (Les fauves), regia di Vincent Mariette (2018)
- Il re (The King), regia di David Michôd (2019)
- Confini e dipendenze (Crisis), regia di Nicholas Jarecki (2021)
- Voyagers, regia di Neil Burger (2021)
- Silent Night, regia di Camille Griffin (2021)
- Wolf, regia di Nathalie Biancheri (2021)
- Nosferatu, regia di Robert Eggers (2024)

### Televisione
- The Idol – serie TV, 5 episodi (2023)

### Videoclip
- All Around the World di Rejjie Snow (2015)
- Double Fantasy di The Weeknd featuring Future (2023)
- Popular di The Weeknd, Madonna e Playboi Carti (2023)
- Winter Baby / New Jersey Blues di 070 Shake (2024)

## Doppiatrici italiane
Nelle versioni in italiano delle opere in cui ha recitato, Lily-Rose Depp è stata doppiata da:
- Margherita De Risi ne Il re, Voyagers, Nosferatu
- Jessica Bologna in Io danzerò, L'uomo fedele
- Isabella Benassi in Yoga Hosers - Guerriere per sbaglio
- Joy Saltarelli in Planetarium
- Lucrezia Marricchi in The Idol

## Discografia

### Colonne sonore
- 2016 – Yoga Hoser Soundtrack

### Singoli
- 2021 – Claws Out
- 2023 – World Class Sinner/I'm A Freak
- 2023 – One of the Girls (The Weeknd feat. Jennie)
- 2023 – Fill The Void (con (The Weeknd)
- 2023 – Dollhouse (The Weeknd)